# Guelma (distrito)
Guelma é um distrito localizado na província de Guelma, no nordeste da Argélia. O distrito foi nomeado após sua cidade capital, Guelma, que é também a capital da província. A população total do distrito era de 163 887 habitantes, em 2012.
O distrito possui vários sítios arqueológicos da Roma antiga.

## Municípios
O distrito é composto por dois municípios, que é o menor número por subdivisão do distrito na província:
- Município de Guelma — cidade capital.
- Município de Ben Djerrah